# Раутаваара, Аулики

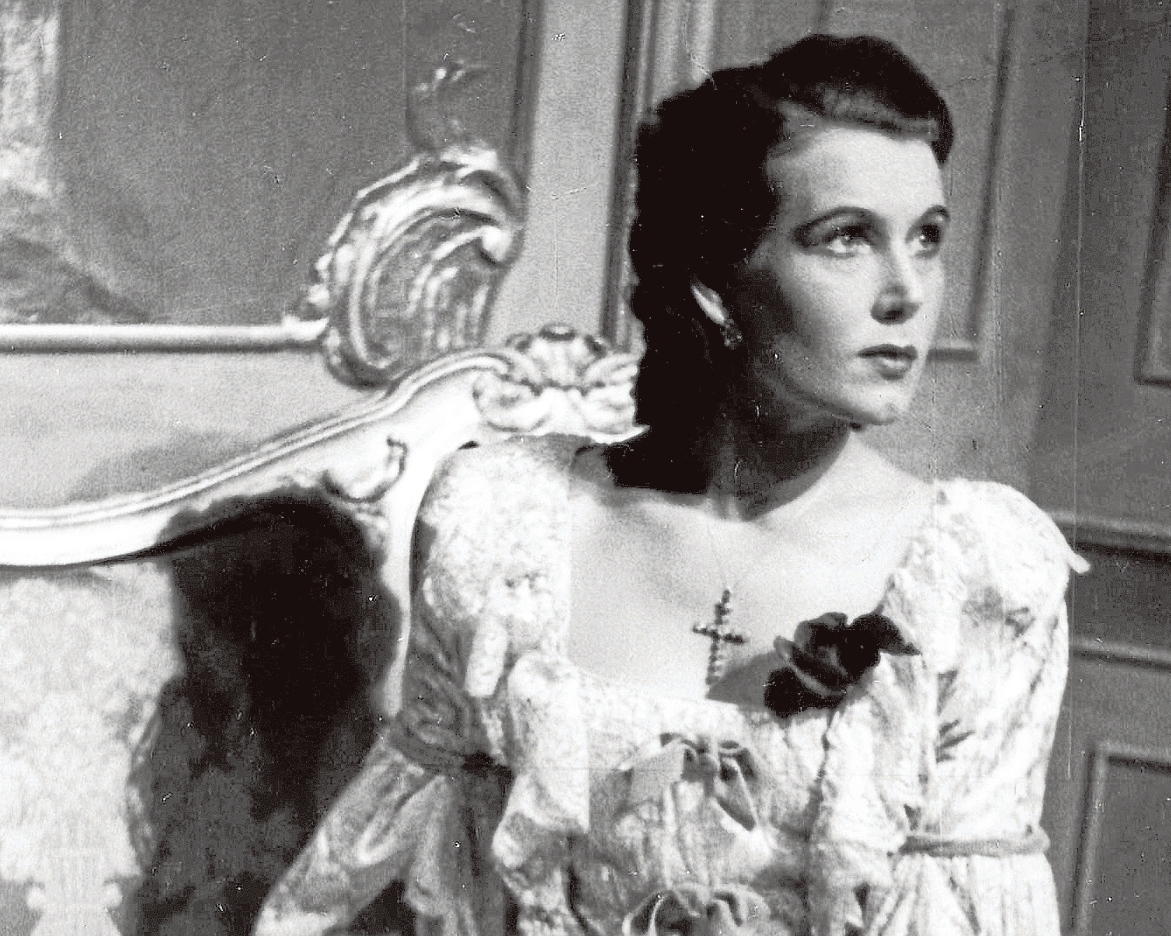
А. Раутаваара в партии Графини («Свадьба Фигаро» В. А. Моцарта, фото 1950-х годов

Аулики Раутаваара (Aulikki Rautawaara; 2 мая 1906, Вааса — 29 декабря 1990, Хельсинки) — финская певица (сопрано).

## Краткий очерк биографии и творчества
Училась игре на фортепиано, но из-за травмы руки оставила обучение. Занималась вокалом со своим отцом, преподавателем пения в Хельсинки. В 1932 году дебютировала в опере в Хельсинки. Неоднократно выступала на Глайндборнском (с 1934), участвовала в Зальцбургском (1937) фестивалях, часто в качестве интерпретатора В. А. Моцарта. Раутаваара в 1932–1939 годах числилась солисткой Финской национальной оперы, но пела также в Королевской опере в Стокгольме, исполняла роли в опереттах и музыкальных фильмах, в том числе в Германии (в 1934 году) снялась в комедии «Alles hört auf mein Kommando». В годы Третьего рейха пела на Имперском радио в Берлине (в частности, песни Э. Грига на немецком языке, в ансамбле с М. Раухайзеном). В конце 1940-х годов выступала на Эдинбургском фестивале. Зарекомендовала себя как исполнительница «северных» песен, кроме норвежца Грига — своего соотечественника Я. Сибелиуса и шведа Т. Рангстрёма. 
По завершении певческой карьеры преподавала вокал в Хельсинки. Сохранилась многие аудиозаписи, в том числе эстрадной музыки (записывалась под псевдонимом Тертту Райя / Terttu Raija).